# Briekenmolen
De Briekenmolen, ook wel Stenen Molen genoemd, is een windmolen in de Belgische stad Wervik. De Briekenmolen staat in de Koestraat, straat die vroeger Briquemolenstraat werd genoemd naar de molen. Het aanleggen van de verbindingsweg tussen Komen en Wervik lag aan de basis van de naamvorming van de molen. Na vele verschillende eigenaars te hebben gekend, is de molen sinds 1979 eigendom van stad Wervik. Naast de Briekenmolen staat in Wervik ook nog de Kruisekemolen.

## Geschiedenis
Door een gebrek aan overleveringen valt de geschiedenis van de Briekenmolen moeilijk te reconstrueren.
De molen zou in 1783 door de familie Van Elslande gebouwd zijn, hoewel er pas in 1805 sprake was van de molen. In 1800 stond de molen nog niet op een Franse militaire kaart. In 1805 leverde de molen de eerste olie aan de Sint-Medarduskerk. In 1844 werd de oliemolen omgevormd naar een olie- en graanmolen.
De molen heeft twee koppels pletstenen, drie koppels maalstenen en een haverpletter. De molen is in zijn geschiedenis gebruikt voor verschillende functies, zoals voor het aandrijven van vlasbrekers, zaagmachine of slijpstenen.
De molen bleef in gebruik tot de Tweede Wereldoorlog. In 1946 vertrok de laatste molenaar. De molen werd het jaar erop, op 10 december 1947, beschermd als monument. De bijgebouwen zijn niet beschermd; zij dateren dan ook van een recentere datum. De brouwerij van Stasegem kocht alles in 1965 op om er een restaurant-dancing in te vestigen.
In 1979 werd het geheel opgekocht door de stad Wervik. Er werd een ondergrondse stelling gemaakt. Dit zorgt ervoor dat de bezoekers ook onder de molen door kunnen lopen. Door de verloedering van de gebouwen waren er restauratiewerken nodig. Het duurde tot januari 1987 voordat de restauratie kon beginnen. De molen is thans functioneel gerestaureerd. In de bijgebouwen ervan is het Tabaksmuseum ondergebracht. Deze gebouwen werden pas opgetrokken in 1864.
- Inventaris van het Bouwkundig Erfgoed (Vlaanderen): 32847